# Arondismentul Fontenay-le-Comte
Arondismentul Fontenay-le-Comte (în franceză Arrondissement de Fontenay-le-Comte) este un arondisment din departamentul Vendée, regiunea Pays de la Loire, Franța.

## Subdiviziuni

### Cantoane
- Cantonul Chaillé-les-Marais
- Cantonul La Châtaigneraie
- Cantonul Fontenay-le-Comte
- Cantonul L'Hermenault
- Cantonul Luçon
- Cantonul Maillezais
- Cantonul Pouzauges
- Cantonul Sainte-Hermine
- Cantonul Saint-Hilaire-des-Loges

### Comune
| 1. L'Aiguillon-sur-Mer (85001)                  | 2. Antigny (85005)                      | 3. Auzay (85009)                       | 4. Bazoges-en-Pareds (85014)          |
| 5. Benet (85020)                                | 6. Bouillé-Courdault (85028)            | 7. Le Boupère (85031)                  | 8. Bourneau (85033)                   |
| 9. Breuil-Barret (85037)                        | 10. La Caillère-Saint-Hilaire (85040)   | 11. Cezais (85041)                     | 12. Chaillé-les-Marais (85042)        |
| 13. Chaix (85044)                               | 14. Champagné-les-Marais (85049)        | 15. La Chapelle-Thémer (85056)         | 16. La Chapelle-aux-Lys (85053)       |
| 17. Chasnais (85058)                            | 18. Chavagnes-les-Redoux (85066)        | 19. Cheffois (85067)                   | 20. La Châtaigneraie (85059)          |
| 21. Les Châtelliers-Châteaumur (85063)          | 22. Damvix (85078)                      | 23. Doix (85080)                       | 24. Faymoreau (85087)                 |
| 25. La Flocellière (85090)                      | 26. Fontaines (85091)                   | 27. Fontenay-le-Comte (85092)          | 28. Foussais-Payré (85094)            |
| 29. Grues (85104)                               | 30. Le Gué-de-Velluire (85105)          | 31. L'Hermenault (85110)               | 32. La Jaudonnière (85115)            |
| 33. Lairoux (85117)                             | 34. Le Langon (85121)                   | 35. Liez (85123)                       | 36. Loge-Fougereuse (85125)           |
| 37. Longèves (85126)                            | 38. Luçon (85128)                       | 39. Les Magnils-Reigniers (85131)      | 40. Maillezais (85133)                |
| 41. Maillé (85132)                              | 42. Marillet (85136)                    | 43. Marsais-Sainte-Radégonde (85137)   | 44. Le Mazeau (85139)                 |
| 45. La Meilleraie-Tillay (85140)                | 46. Menomblet (85141)                   | 47. Mervent (85143)                    | 48. Monsireigne (85145)               |
| 49. Montournais (85147)                         | 50. Montreuil (85148)                   | 51. Moreilles (85149)                  | 52. Mouilleron-en-Pareds (85154)      |
| 53. Mouzeuil-Saint-Martin (85158)               | 54. Nalliers (85159)                    | 55. Nieul-sur-l'Autise (85162)         | 56. L'Orbrie (85167)                  |
| 57. Oulmes (85168)                              | 58. Petosse (85174)                     | 59. Pissotte (85176)                   | 60. Le Poiré-sur-Velluire (85177)     |
| 61. La Pommeraie-sur-Sèvre (85180)              | 62. Pouillé (85181)                     | 63. Pouzauges (85182)                  | 64. Puy-de-Serre (85184)              |
| 65. Puyravault (85185)                          | 66. Réaumur (85187)                     | 67. La Réorthe (85188)                 | 68. Saint-Aubin-la-Plaine (85199)     |
| 69. Saint-Cyr-des-Gâts (85205)                  | 70. Saint-Denis-du-Payré (85207)        | 71. Saint-Germain-l'Aiguiller (85219)  | 72. Saint-Hilaire-de-Voust (85229)    |
| 73. Saint-Hilaire-des-Loges (85227)             | 74. Saint-Jean-de-Beugné (85233)        | 75. Saint-Juire-Champgillon (85235)    | 76. Saint-Laurent-de-la-Salle (85237) |
| 77. Saint-Martin-Lars-en-Sainte-Hermine (85248) | 78. Saint-Martin-de-Fraigneau (85244)   | 79. Saint-Martin-des-Fontaines (85245) | 80. Saint-Maurice-des-Noues (85251)   |
| 81. Saint-Maurice-le-Girard (85252)             | 82. Saint-Mesmin (85254)                | 83. Saint-Michel-Mont-Mercure (85257)  | 84. Saint-Michel-en-l'Herm (85255)    |
| 85. Saint-Michel-le-Cloucq (85256)              | 86. Saint-Pierre-du-Chemin (85264)      | 87. Saint-Pierre-le-Vieux (85265)      | 88. Saint-Sigismond (85269)           |
| 89. Saint-Sulpice-en-Pareds (85271)             | 90. Saint-Valérien (85274)              | 91. Saint-Étienne-de-Brillouet (85209) | 92. Sainte-Gemme-la-Plaine (85216)    |
| 93. Sainte-Hermine (85223)                      | 94. Sainte-Radégonde-des-Noyers (85267) | 95. Sérigné (85281)                    | 96. La Taillée (85286)                |
| 97. Tallud-Sainte-Gemme (85287)                 | 98. La Tardière (85289)                 | 99. Thiré (85290)                      | 100. Thouarsais-Bouildroux (85292)    |
| 101. Triaize (85297)                            | 102. Velluire (85299)                   | 103. Vix (85303)                       | 104. Vouillé-les-Marais (85304)       |
| 105. Vouvant (85305)                            | 106. Xanton-Chassenon (85306)           | 107. L'Île-d'Elle (85111)              |                                       |